# Thomas Castella
Thomas Castella (sinh ngày 30 tháng 6 năm 1993) là một cầu thủ bóng đá người Thụy Sĩ thi đấu ở vị trí thủ môn cho FC Lausanne-Sport.
Trong mùa giải 2015-16, anh có mặt trong chiến thắng tại Brack Challenge League that allowed the FC Lausanne-Sport to go back in the first division.